# Roberth Björknesjö
Carl Roberth Björknesjö, precedentemente noto con il cognome Johansson, (Stoccolma, 30 aprile 1973), è un allenatore di calcio ed ex calciatore svedese, tecnico ad interim del Djurgården.

## Carriera

### Giocatore
Da bambino e da ragazzino è cresciuto in squadre di quartieri della zona sud-occidentale della capitale Stoccolma come Högdalen, Tumba e Norsborg. Ha avuto anche una parentesi nel vivaio del Djurgården.
Tra il 1993 e il 1994 ha giocato nel Vasalund nel campionato di Division 1, che all'epoca rappresentava la seconda serie nazionale a differenza di oggi.
Il 9 aprile 1995, all'età di venti anni ancora da compiere, ha debuttato in Allsvenskan con la maglia dell'AIK nella partita vinta 2-0 in trasferta contro l'Öster. Nel mese di maggio ha realizzato tre gol nel giro di altrettante partite: due di queste erano derby vinti di misura contro Hammarby e Djurgården.
Le tre reti realizzate, tuttavia, sono state le sue uniche siglate in Allsvenskan a causa del morbo di Bechterew, una malattia infiammatoria cronica che lo ha costretto al ritiro dal calcio giocato nonostante la giovane età.

### Allenatore
Björknesjö ha così iniziato ad allenare il piccolo club dell'IFK Tumba, prima a livello giovanile e poi senior. Nel 2001 ha avuto un breve periodo all'Huddinge IF, poi nel 2003 è stato assistente di Benny Persson al Brommapojkarna (al tempo la squadra era in Superettan). Nel 2004 ha guidato il Väsby IK in terza serie, stessa categoria in cui ha allenato il Syrianska FC l'anno successivo. In seguito è stato allenatore del Värtans IK in quarta serie tra il 2006 e il 2007, ma ha perso il posto a seguito della retrocessione.
Successivamente è tornato al Brommapojkarna per curare le giovanili, ma nel 2009 è divenuto capo allenatore dell'Assyriska in Superettan a seguito del mancato rinnovo al precedente tecnico Michael Borgqvist. La squadra di Björknesjö a fine stagione ha chiuso al 3º posto, disputando lo spareggio promozione contro il Djurgården perso solo ai supplementari della sfida di ritorno.
Nell'ottobre del 2010 è ritornato al Brommapojkarna, ma questa volta in qualità di capo allenatore in quella che è stata la sua prima apparizione da tecnico nella massima serie: i neopromossi rossoneri avevano appena esonerato Kim Bergstrand e si trovavano in zona retrocessione a quattro giornate dalla fine. Björknesjö non è riuscito a ottenere una difficile salvezza, ma ha firmato un rinnovo per i successivi due anni. Al termine della Superettan 2012, la sua squadra ha centrato il ritorno in Allsvenskan. Nel 2013, invece, il Brommapojkarna ha ottenuto la salvezza nella massima serie, tuttavia a fine anno il tecnico stoccolmese ha lasciato la squadra per proseguire altrove la sua carriera.
L'anno seguente è stato tecnico dell'Öster, ma ha chiuso la Superettan 2014 con una retrocessione ed è stato quindi sollevato dall'incarico.
Nel dicembre 2015 è stato nominato nuovo direttore sportivo del Brommapojkarna. Nel luglio del 2017 è diventato il nuovo allenatore del Frej, squadra di Superettan, sostituendo il partente Bartosz Grzelak.
Il 7 settembre 2018 è stata resa nota la sua partenza dal Frej e il contemporaneo ritorno al Brommapojkarna per sostituire Luís Pimenta, tecnico che era stato appena cacciato dalla dirigenza rossonera a seguito di uno scandalo mediatico riguardante i duri atteggiamenti dello stesso allenatore portoghese. Nonostante il cambio di allenatore, la squadra non è riuscita ad evitare la retrocessione dall'Allsvenskan 2018 al termine della stagione. Il 31 agosto 2019, a circa due terzi della Superettan 2019 che ha poi visto il Brommapojkarna retrocedere, Björknesjö è stato esonerato e sostituito da Kjell Jonevret.
Il 20 agosto 2021 è stato ingaggiato come nuovo allenatore del Vasalund che in quel momento era penuultimo nella Superettan 2021. I rossoneri hanno poi chiuso il torneo con lo stesso piazzamento, retrocedendo. L'anno seguente ha cominciato a guidare il Viggbyholms IK nel quinto livello della piramide calcistica svedese, centrando a fine anno la promozione in quarta serie.
Il 22 ottobre 2024 ha lasciato ufficialmente il Viggbyholms IK (che stava ancora militando in quarta serie) per approdare ad interim sulla panchina del Djurgården per le ultime tre giornate dell'Allsvenskan 2024 e le rimanenti gare di UEFA Conference League. La squadra, quarta in classifica in campionato, aveva appena esonerato il duo di allenatori composto da Kim Bergstrand e Thomas Lagerlöf. Di lì a fine anno, prima di essere sostituito dal finlandese Jani Honkavaara, ha contribuito a portare il Djurgården agli ottavi di finale di UEFA Conference League.